# (3755) Lecointe
(3755) Lecointe (1950 SJ) – planetoida z pasa głównego asteroid okrążająca Słońce w ciągu 3,37 lat w średniej odległości 2,25 j.a. Odkrył ją Sylvin Arend 19 września 1950 roku.